# SVT Play
SVT Play är Sveriges Televisions video on demand-tjänst. Där visar Sveriges Television (SVT) sina live-tv-kanaler samt de tv-program de har rättigheterna till, extramaterial och klipp ur program under en begränsad tid. Nästan hela SVT:s tv-utbud kan ses i efterhand på SVT Play. Även i SVT:s tv-tablå på webben framgår vad som visas i SVT Play. En del program visas i stället i UR Play.
Vid speciella händelser som exempelvis friidrotts-VM och Melodifestivalen direktsänds även sändningarna på SVT Play parallellt med huvudkanalerna. Vanligtvis kan man då även följa extrasändningar med sådant som av utrymmesskäl inte kan visas i tv-kanalerna, exempelvis enskilda friidrottsgrenar i sin helhet eller en teckentolkad sändning.
Tidigare saknade SVT ofta rättigheter till att visa utländska serier, program och filmer på SVT Play, men på senare år är det ofta möjligt.
Varumärket SVT Play lanserades den 14 december 2006 som ett nytt namn på SVT:s webb-tv. Det har senare utökats till att även erbjudas som appar för olika operativsystem.

## Utveckling
Namnet SVT Play infördes som ett samlande varumärke för SVT:s videoinnehåll på Internet. Det hade föregåtts av att man under ett drygt decennium i olika former publicerat klipp och program på Svt.se. Först ut var Rapport som den 1 september 1995 började lägga ut 16-sändningen i form av text, bild och video. Publiceringen av klipp, nyhetssändningar, hela program och direktsändningar ökade gradvis efter några år.
Under 2003 lanserades en samlingssida för video på svt.se/video. Under 2005 gjordes en större nylansering av videoportalen med ny design och högre videokvalité. I oktober 2006 gjordes utformningen av Svt.se om och högerspalten på alla sidor gjordes om till en puff för video.
Den 14 december 2006 lanserades SVT Play som ett nytt varumärke för videotjänsten på Svt.se. Inledningsvis handlade det främst om att den existerande tjänsten fått ett eget namn och en något förändrad utforming.
Sveriges Television valde under våren 2009 att göra om SVT Plays utformning. Från att tidigare bara varit ett litet poppuppfönster blev det nu en helsida med en svart dekor som bakgrund. I stort sett alla äldre program och filer som fanns kvar i det lilla fönstret försvann och ersattes istället med nytt material. Tidigare kunde man till exempel se nyhetshändelser från november 2004 och framåt, men efter omgörningen kunde man bara se de nyhetshändelser som sänts ett år tillbaka. 
År 2008 lanserades en 720p HDTV-version av SVT Play under namnet Play Prima, men i juni 2010 sammanfördes SVT Play och Play Prima och dynamisk streaming på mellan 320 och 2400 kilobit per sekund infördes.
I juni 2012 kom en ny version av SVT Play. Bland annat blev information om programmens sändningsrättigheter mer lättillgängliga. Uppdateringen skedde i samband med att den grafiska designen av svt.se ändrades. 
I september 2012 ändrades streamingsystemet för SVT Play, vilket gjorde att många smart-tv-användare som tidigare kunnat se innehåll från SVT Play inte längre kunde göra det.
Sedan februari 2013 kan man titta på SVT:s tv-kanaler i SVT Play. Radiotjänst tolkade lagen så att alla hushåll i Sverige som hade exempelvis dator eller surfplatta med internetuppkoppling var skyldiga att betala tv-avgift. I juni 2014 upphävdes dock denna betalningsskyldighet efter en dom i Högsta Förvaltningsdomstolen.
Den 14 november 2014 släppte SVT Play en betaversion med stöd för Chromecast i Google Play. Den 2 december 2014 släpptes en uppdaterad version av den ordinarie androidappen, med stöd för Chromecast. Betaappen togs samtidigt bort från Google Play.
I slutet av mars 2017 flyttades SVT:s tv-tablå från svt.se till SVT Play, samtidigt som den fick nytt utseende.
Åren 2017–2020 har delar av programarkivet Öppet arkiv funnits tillgängligt i SVT Play, vilket bland annat gjort det möjligt att ta del av innehåll i högre videokvalitet och via SVT Plays appar. I slutet av 2020 meddelades att Öppet arkivs fristående webbplats stänger och att hela utbudet blivit tillgängligt på SVT Plays webbplats (inledningsvis fanns det kompletta utbudet inte i appar).
Det infördes frivillig inloggning i juni 2023 efter att funktionen testkörts av utvalda användare under en tid. Inloggning gör det möjligt att synkronisera tittandet på olika enheter så att man exempelvis kan börja titta på ett publicerat TV-program på en enhet för att sedan återuppta tittandet, där man slutade, på en annan.

## Statistik
Undersökningen Svenskarna och internet har visat att skillnaden i användning mellan playtjänster och de linjära SVT-kanalerna 2020 var relativt liten; 89 procent använde sig av playtjänster och 85 procent använde sig av traditionell tv.

## SVTR och tillgänglighet hos TV-operatörer
Telia sände från augusti 2008 som enda tv-distributör SVT Play direkt till televisionsmottagare via en mottagarenhet (set-top-box). Även Viasat gjorde SVT Play tillgängligt för sina kunder under 2009.
I början av 2011 försvann tjänsten efter en tvist om rättigheter med Copyswede som menade att TV-distributörerna skulle betala för distribution av SVT-programmen i deras slutna nät.
Som ersättning för SVT Play lanserades istället SVTR (i marknadsföring skrivet SVTr) hösten 2011, där "r" stod för repris. Av rättighetsskäl hade denna tjänst ett mindre utbud än SVT Play. Boxer var först ut att lansera SVTR den 7 november 2011. SVTR lanserades därefter hos Telia den 23 januari 2012,, Com Hem i februari 2012 och Viasat 1 mars 2012.
Hösten 2022 upphörde SVTR hos samtliga operatörer. Flera operatörer hade under denna period gått över till att erbjuda SVT Play-appen direkt.